# Putranjivaceae

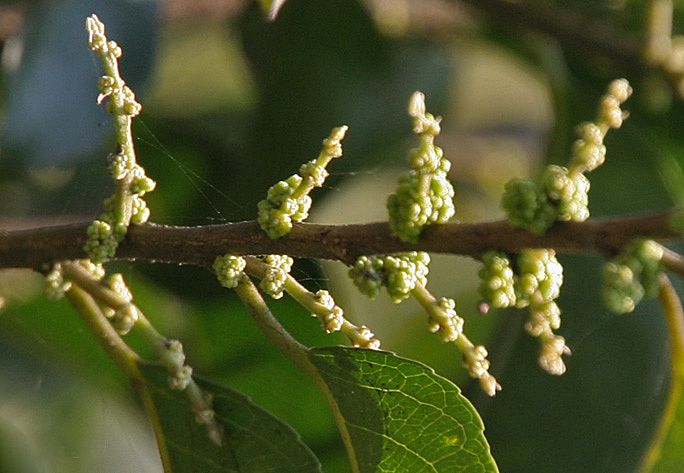
Drypetes roxburghii

Putranjivaceae je čeleď vyšších dvouděložných rostlin z řádu
malpígiotvaré (Malpighiales).

## Popis
Zástupci čeledi Putranjivaceae jsou dvoudomé keře a stromy s dvouřadě uspořádanými, střídavými, spíše kožovitými jednoduchými listy, které se při schnutí zbarvují do šeda. Čepele jsou na bázi asymetrické. Listy mají za čerstva často peprnou chuť. Květy jsou jednopohlavné, spíše drobné, bezkorunné, uspořádané ve svazečcích. Kalich je složen ze 4 až 5 (nebo až 7) lístků. V samčích květech je 3 až mnoho tyčinek. Semeník samičích květů je svrchní, složený z 1 až 9 srostlých plodolistů. Plodem je jednosemenná peckovice obklopená vytrvalými čnělkami.

## Rozšíření
Čeleď zahrnuje asi 210 druhů ve 3 rodech. Vyskytuje se v tropech celého světa s přesahy do subtropických oblastí. Největší diversita je v Africe a jihovýchodní Asii. Největším rodem je Drypetes (200 druhů v tropech Nového i Starého světa)

## Taxonomie
Čeleď se jako samostatná objevuje v systému APG I. Původně byla součástí čeledi pryšcovité (Euphorbiaceae), která byla shledána parafyletickou.
Podle kladogramů APG je sesterskou skupinou čeleď Lophopyxidaceae.

## Využití
Čerstvá kůra jihoamerického druhu Drypetes variabilis snadno hoří. Vzniká při tom černý kouř páchnoucí po kerosinu nebo parafinu.

## Seznam rodů
Drypetes, Putranjiva, Sibangea